# Tadeusz Reichstein
Tadeusz Reichstein   (Włocławek, 20 de juliol de 1897 - Basilea, 1 d'agost de 1996) fou un metge i professor universitari suís, d'origen polonès, guardonat amb el Premi Nobel de Medicina o Fisiologia l'any 1950, juntament amb Edward Calvin Kendall i Philip Showalter Hench per descobrir i aïllar la cortisona. Va ser professor a la Universitat de Basilea durant més de 20 anys i va ser el creador del procés de Reichstein, un mètode industrial per a la síntesi d' àcid ascòrbic.

## Biografia
Va néixer el 20 de juliol de 1897 en una família jueva polonesa a la ciutat de Włocławek, situada al voivodat polonès de Cuiàvia i Pomerània. Els seus pares eren Gustawa (Brockmann) i Izydor Reichstein. La zona ètnicament i històricament polonesa formava part de la Rússia Imperial.
El seu pare Isydor va ser un dels pocs jueus que van tenir l'oportunitat d'assistir a la Universitat Politècnica Estatal de Sant Petersburg. En la seva primera joventut va viure en una pobresa extrema, guanyant pocs ingressos amb les lliçons de física i matemàtiques donades als fills de ciutadans rics. Després de graduar-se, Isydor es va traslladar a Kíiv, Ucraïna, on va treballar a la indústria del sucre com a enginyer químic, i on també va iniciar una petita empresa. Es va casar amb Gustawa Brochman, filla de comerciants de fusta. Tadeusz era el gran de cinc fills. Els pares, d'origen jueu, van mantenir vincles de per vida amb Polònia, com ho demostra el nom donat al primogènit: nom d'origen polonès en memòria de Tadeusz Kościuszko, líder de l'aixecament polonès del segle xviii.
Reichstein va passar la seva infantesa a Kíev. El 1904, després del naixement de l'últim germà, Paul, l'apartament va resultar massa petit per a la família. Així, Tadeusz va ser enviat a viure temporalment amb la seva tia, casada amb un farmacèutic de Lublin. Malgrat la seva jove edat, Reinchstein es va interessar molt per la farmacologia, gràcies al seu oncle que el va animar a col·laborar en la producció de medicaments. Un cop tornat a casa, va passar tot el seu temps lliure intentant crear plata a partir de llimadures de ferro: va ser el seu primer intent real d'alquímia.

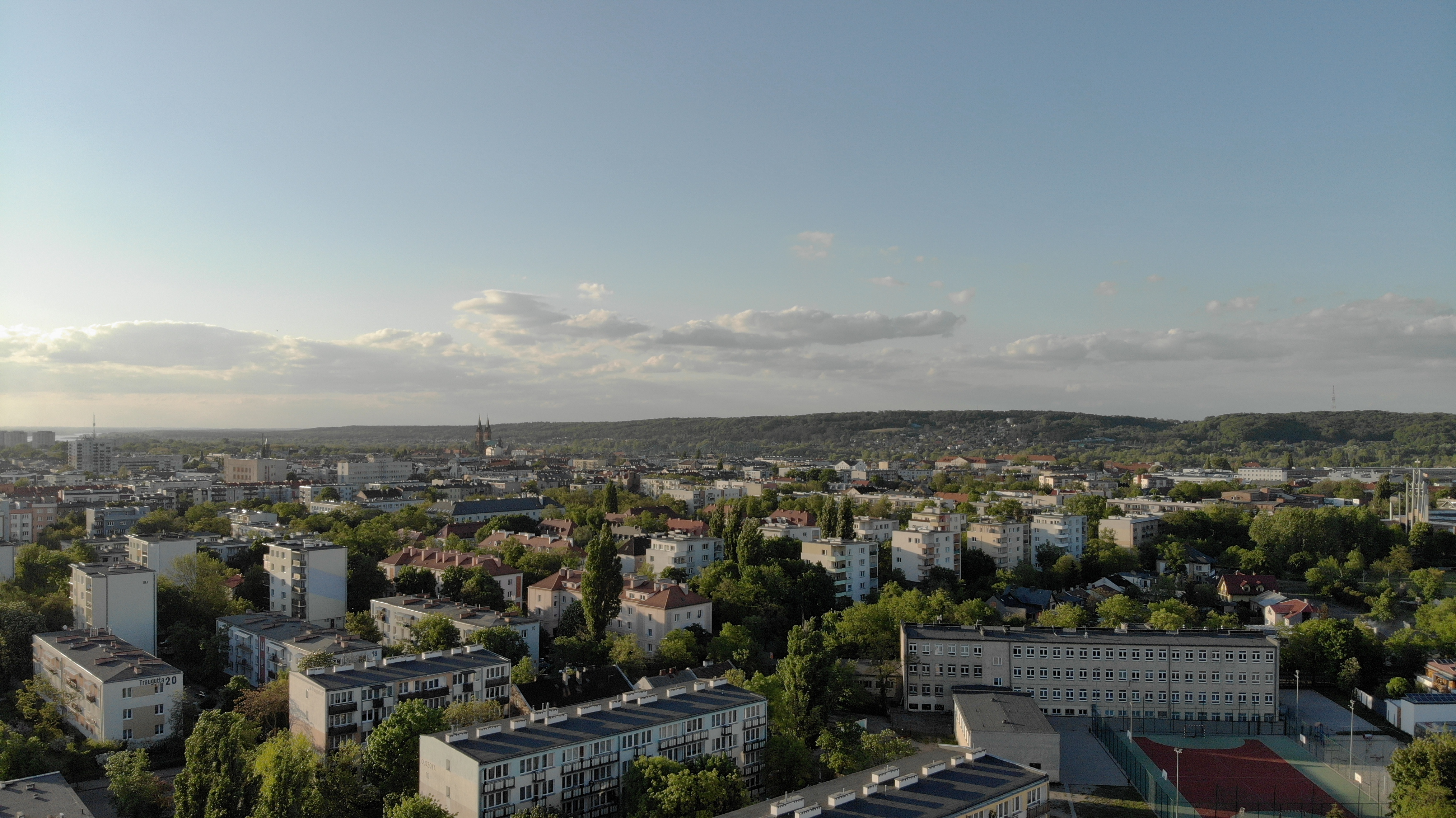
Ciutat natal de Wloclawek de Tadeusz Reichstein

Mentrestant, a Rússia, els intents de propaganda i les provocacions van culminar amb un famós pogrom el 1905. A causa dels violents esclats d'antisemitisme, tota la família va decidir abandonar Rússia i emigrar a Suïssa, per la seguretat dels fills: només el pare tornava regularment per dirigir el negoci familiar.

### L'adolescència
Durant el viatge, la família va fer una parada a Jena on Tadeusz va ser deixat en un internat. Això va ajudar a resoldre l'amuntegament temporal del petit apartament de Zuric a causa de la presència de nombrosos familiars que fugien dels pogroms russos. Tadeusz va descriure la seva vida a la universitat com una època atroç: odiava l'ambient militar prussià i les pallisses brutals infligudes per la més mínima desobediència. Era baixet i prim per a la seva edat; era apallissat diàriament pel seu mestre. Tanmateix, va considerar que no s'havia de queixar, per no molestar els seus pares.
A la primavera de 1907 Isydor va poder comprar una casa nova i Tadeusz va tornar amb la seva família. Durant els següents set anys, ell i els seus germans no van assistir a l'escola local, però juntament amb alguns amics van rebre classes particulars. Immediatament es va mostrar inclinat a les activitats científiques i en particular a la química. D'aquesta manera, Tadeusz va escapar de l'efecte aclaparador dels pedagogs de les escoles suïsses convencionals i, en conseqüència, va conservar sempre un desig de vida infantil, decisiu per al seu futur èxit científic. Ell i els seus germans es van convertir en ciutadans suïssos naturalitzats el 1914, i després de la declaració de la Primera Guerra Mundial, Tadeusz va ser cridat al servei militar.
Mentrestant, la crisi financera va engolir Europa, i amb ella també la família Reichsten. Isydor ja no va poder tornar a Rússia, perdent capital i estalvis a Kíev. Paral·lelament, va emmalaltir de tifus i la malaltia de Graves, quedant permanentment postrat al llit a partir dels seixanta anys. Per evitar la fallida, la seva dona va transformar la seva casa en una casa d'hostes utilitzant totes les habitacions disponibles. A partir d'aquell moment, Tadeusz i els seus germans van dormir al balcó i van ajudar a la seva mare amb les tasques domèstiques.

### Formació

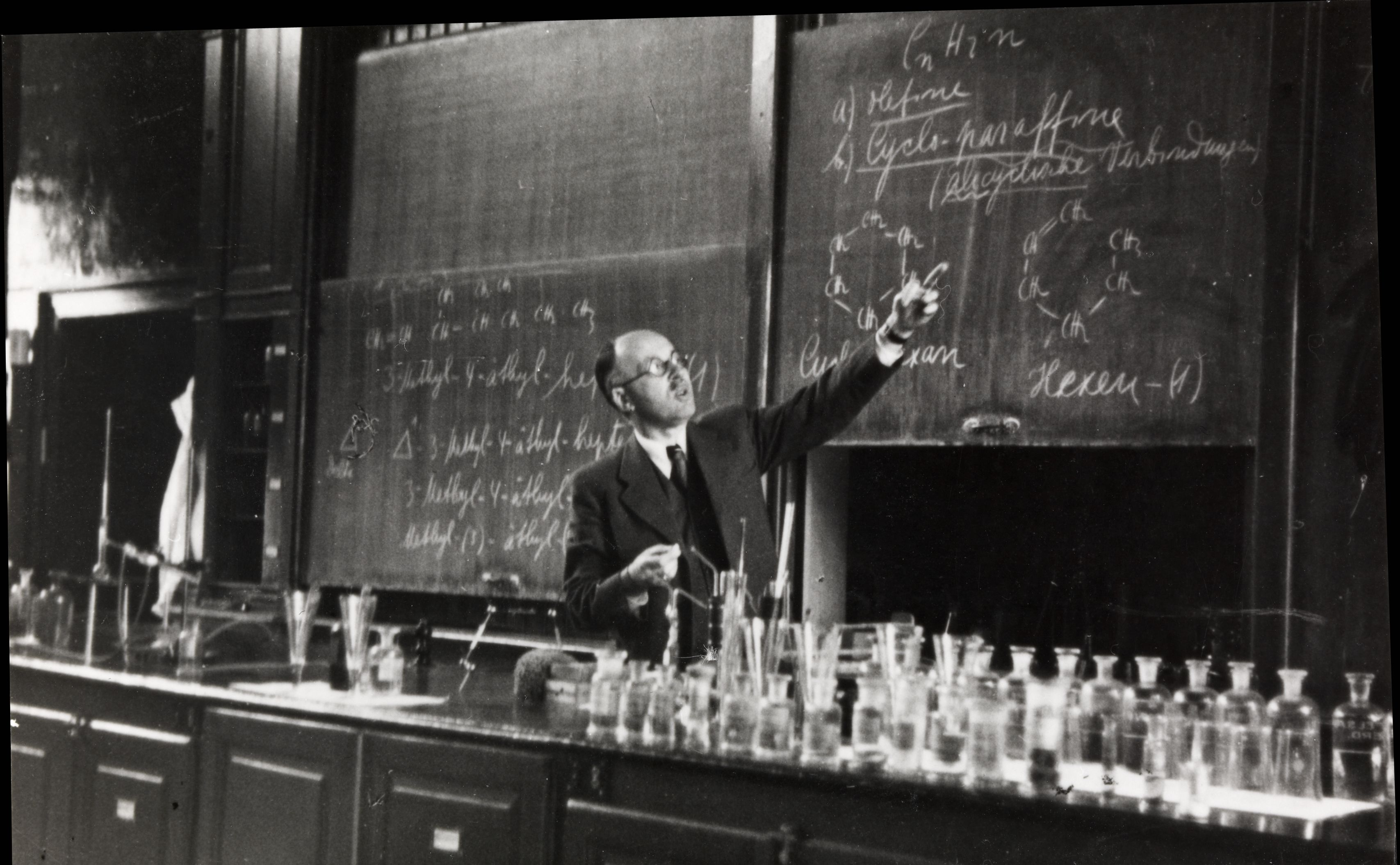
El professor Ruzicka durant una conferència a l'ETH

El 1916, Tadeusz va ser lliberat de l'exèrcit, va aprovar el seu examen de batxillerat a l'Oberrealschule de Zuric (institut científic) i va començar a estudiar química a l'Universitat Tècnica de Zuric (ETH). Va resultar ser un estudiant brillant, es va graduar amb les notes més altes el 1920. Quan va deixar ETH amb una llicenciatura en enginyeria química, va voler fer la seva contribució econòmica a la família. El seu primer encàrrec va ser un treball de sis setmanes per 200 francs que consistia a analitzar el vi d'un detallista local: tot i que el sou era una misèria, Tadeusz va acceptar immediatament. Aviat va descobrir que els ingressos del seu cap provenien principalment de la certificació de vins de qualitat dubtosa i fins i tot de vendre certificats a importadors de vins no provats.

Més tard va treballar per a un hàbil inventor de llums de butxaca, que encara presentaven diversos defectes. Tadeusz va ser ben recompensat per trobar una solució a aquests problemes i finalment va aconseguir portar la primera contribució de 1.000 francs al seu pare. Després d'un any a la indústria, Reichstein va començar a treballar en una tesi doctoral el 1921, sota la supervisió d'Hermann Staudinger, descrit per ell com:
| « | “Un bon professor de química orgànica, capaç de generar un ambient divertit, fins i tot estimulant, però també un instructor pràctic atroç que li agraden les reaccions fortes, llamps i pudents”. | » |

 Al mateix temps, Tadeusz va poder treballar en secret, durant unes dues o tres setmanes, al taller del celler de Lavoslav Ružička, un ajudant mal pagat de Staudinger.
 Del 1922 al 1931, seguint un pla Staudinger per aïllar els components volàtils de l'aroma del cafè torrat, Reichstein va treballar en un petit laboratori privat a Albisrieden (barri de Zuric) per a una empresa alemanya. Ell i el seu assistent personal, Joseph von Euw, es van concentrar en aquest projecte durant uns nou anys, treballant de setze a divuit hores al dia. Gràcies als seus estudis es va descobrir que l'aroma del cafè es compon de substàncies extremadament complexes que inclouen derivats del furan i pirrole i substàncies que contenen sofre. Durant aquest període, Tadeusz va publicar una sèrie d'articles sobre aquestes substàncies i sobre els nous mètodes per sintetitzar-les; també va estudiar les substàncies aromàtiques de la xicoira.
El 1927 es va casar amb Louise van Ufford, una dona holandesa a qui havia conegut de jove com a convidada de pagament de la seva mare: d'aquest matrimoni va néixer la seva única filla, Ruth.

### Químic i professor universitari
El 1931 es va convertir en assistent del professor Leopold Ruzicka a l'Institut de Química Orgànica de l'ETH de Zuric. Després de només dos anys Reichstein va obtenir el títol de professor titular. Sempre li havia semblat interessant treballar amb substàncies útils en l'àmbit mèdic i en aquells anys es va dedicar a la síntesi de vitamina C.

#### Vitamina C, 1931-1938

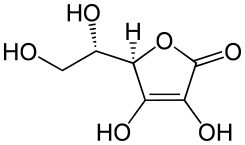
Estructura de la vitamina C

El 1933, treballant a Zúric als laboratoris químics ETHZ de Ruzicka, Reichstein va aconseguir, independentment de Sir Norman Haworth i els seus col·laboradors al Regne Unit, sintetitzar la vitamina C (àcid ascòrbic) en el qual ara s’anomena procés de Reichstein. El 1937 fou nomenat professor associat a l'ETHZ.

L'any 1933 Tadeusz va pensar en un mètode integrador per a la producció d'àcid ascòrbic. Va utilitzar bacteris (Acetobacter suboxydans) per generar l'enantiòmer L de la sorbosa, un component fonamental de la vitamina C. Se sabia que els bacteris de la sorbosa, considerats la mare del vinagre, eren organismes capaços de transformar el L-sorbitol en L-sorbosa. Tadeusz havia fet els primers experiments amb cultius bacterians, però cap havia produït sorbosa. Inspirat en l'experiment de C. Bertrant:
| « | Vaig omplir sis tasses de sorbitol aquós, als quals vaig afegir una mica d'extracte de llevat, vi negre i vinagre per produir un pH de 5. Aquesta és l'acidesa ideal per al creixement de l'organisme (ara coneguda com Acetobacter suboxydans). El baix pH inhibeix el creixement d'altres tipus de bacteris. Les tasses es van deixar fora de la finestra durant tota una setmana i dilluns totes contenien residus sòlids. Dins de tres tasses hi havia masses enganxoses de sorbitol sòlid, mentre que les altres contenien cristalls que van resultar ser sorbosa pura. En un d'aquests vaig trobar una mosca del vinagre ofegada, de les potes de la qual havien crescut llargs cristalls de sorbosa fins a la superfície de la copa. | » |

L'èxit de l'experiment es va deure al petit insecte Drosophila. El procediment es va dur a terme diverses vegades i en pocs dies Tadeusz va obtenir 100 grams de cristalls de sorbosa.
Més tard un dels seus alumnes, R. Oppenauer, va proposar un nou mètode de síntesi: l'ús d'osones -un grup particular de sucres- i el tractament amb àcid cianhídric. Inicialment van sintetitzar un enantiòmer d'àcid ascòrbic, una substància química amb la seva mateixa fórmula bruta però amb una conformació espacial diferent. Després de diversos intents, finalment van aconseguir sintetitzar la vitamina C, publicant els resultats el 1933. Així es va començar a produir vitamina C al mercat.
Motivat per la competència en el camp de la recerca, Reichstein va treballar amb diligència al laboratori durant unes sis setmanes. Va demostrar ser una persona molt útil i cooperativa: fins i tot havia enviat cultius del bacteri al professor WR Haworth, un competidor i futur premi Nobel a Birmingham. Tot i que Reichstein mai va obtenir la compensació material que es mereixia pel seu descobriment, va rebre suport financer durant dotze anys per al seu laboratori.
El sofisticat procés d'oxidació de Reichstein s'ha mantingut tan bé al llarg del temps que encara es considera el millor mètode del món per a la producció de vitamina C sintètica. Tot i que no va rebre el premi Nobel de síntesi de vitamina C, el seu treball va fer un pont entre la química orgànica i la medicina moderna.

#### Corticoides

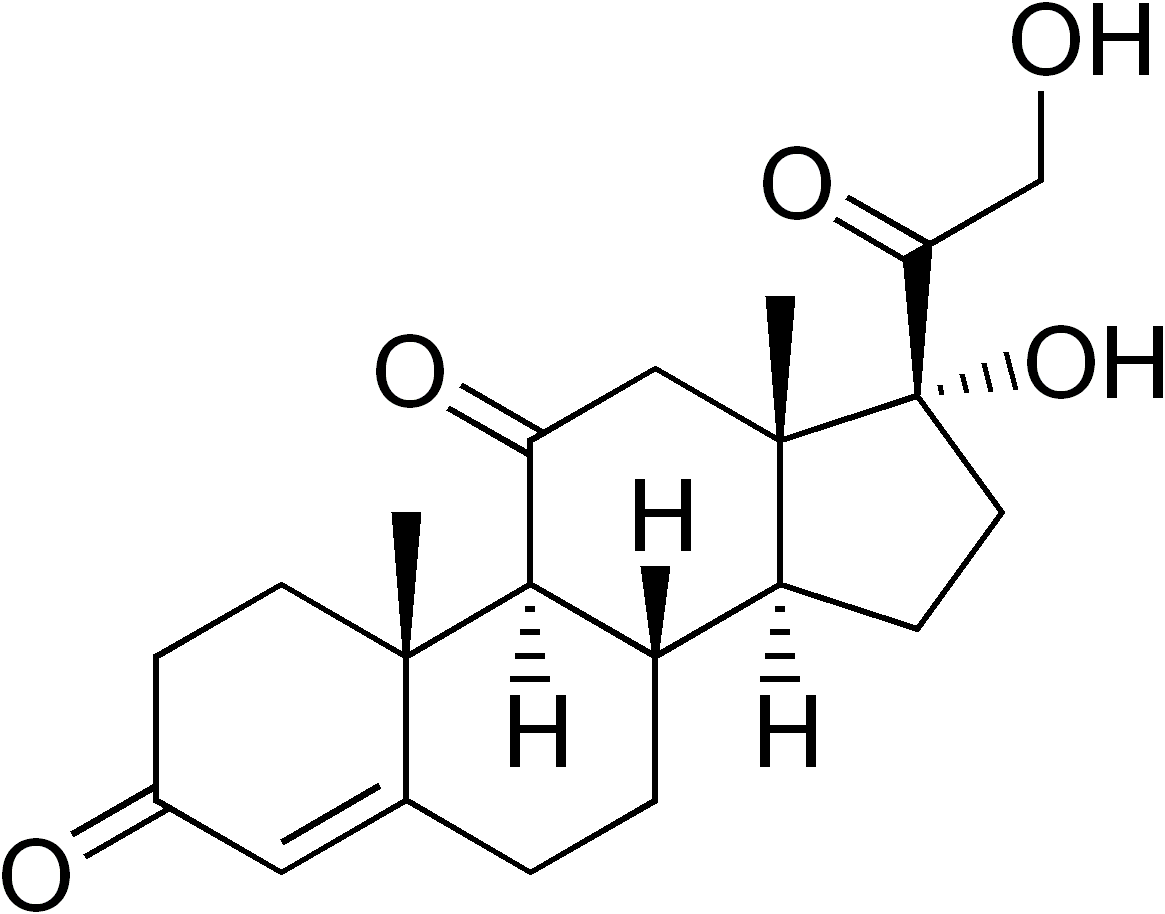
Estructura de la cortisona

A causa de complicacions administratives, Reichstein va haver d'abandonar el laboratori de Ruzicka el 1938. Va aconseguir la càtedra de Química Farmacèutica a la Universitat de Basilea gràcies a Fritz Hauser, cap del departament d'educació i ardent antinazi. Cap altra universitat suïssa de l'època hauria tingut el coratge d'assignar la càtedra a un jueu d'origen polonès. En aquests anys Tadeusz va començar el seu estudi de l'escorça suprarenal. En particular, Reichstein va dirigir el projecte que va portar a l'aïllament de 29 substàncies de la glàndula suprarenal, responsables de diverses activitats hormonals, que va aconseguir recuperar en la seva major part en forma cristal·lina pura.
Aquestes hormones, anomenades corticoides, són molt semblants en estructura però funcionalment diferents: inclouen el famós compost E, ara conegut com a cortisona. Entre les diferents funcions biològiques hi ha:
- control del metabolisme de la glucosa;
- el desenvolupament del sistema nerviós;
- diferents propietats antiinflamatòries;
- el control i desenvolupament dels músculs del cor;
- el control i desenvolupament de les hormones sexuals;
- el control i desenvolupament de la resposta immune.[16]

Els dos científics van descobrir que aquestes substàncies eren esteroides i van assignar a cada compost una lletra de l'alfabet. Kendall va assenyalar que el compost aïllat com a lletra E posseïa un alt poder antiinflamatori.

#### El Premi Nobel
El 1941, Kendall i Hench, un metge que va analitzar aquestes mateixes substàncies, van decidir provar el compost E en pacients que patien artritis reumatoide. El 1944, Lewis Sarett, químic de la companyia farmacèutica Merck, va poder sintetitzar el compost E al laboratori a partir d'una altra molècula, l'àcid desoxicolic, obtingut a partir de la bilis del bestiar sacrificat. Hench va demanar a la companyia farmacèutica que provessin la nova substància en una dona de 29 anys amb artritis reumatoide severa. La resposta va ser que sí, i així el 28 de setembre de 1948 van donar la primera injecció de la droga. La resposta de l'ingredient actiu va ser immediata: al cap de només tres dies el pacient semblava haver millorat i va continuar molt més en els dies següents. Posteriorment, la substància es va provar amb èxit en pacients que patien la malaltia d'Addison. En molt poc temps la notícia es va estendre per tot el món. Molts van entendre malament i van pensar que el compost E i la vitamina E eren el mateix. Per evitar qualsevol malentès, Kendall i Hench van decidir anomenar la substància cortisona. El descobriment de la cortisona es va comparar amb el de la penicil·lina.
Aleshores es va produir cortisona de diverses maneres, des dels moniatos mexicans fins a les hormones femenines.
Aquest descobriment va valdre a Kendall, Hench i Reichstein el Premi Nobel de Fisiologia i Medicina l'any 1950: la cortisona va sortir al mercat l'any 1952. En els primers anys, entre els efectes indesitjables de la cortisona, hi havia principalment edema i hipertensió arterial. En una de les primeres injeccions de cortisona, l'edema d'un jove col·lega que pateix síndrome nefròtica, en lloc de disminuir, com era d'esperar, va augmentar. Aviat es va comprovar que la inserció d'un doble enllaç entre els àtoms C1 i C2 de l'anell esteroide potenciava els efectes glicoactius (i antireactius), sense modificar els mineraloactius. Així va néixer la " prednisona ", el primer dels derivats semisintètics de la cortisona, que es va posar a disposició el 1955.

#### Aldosterona i competència
El 1937, Reichstein es va traslladar a la Universitat de Basilea, on es va convertir en catedràtic de química farmacèutica i, després, des de 1946 fins a la seva jubilació, el 1967, de química orgànica.
Juntament amb Edward Calvin Kendall i Philip Showalter Hench, va rebre el Premi Nobel de Fisiologia o Medicina el 1950 pel seu treball sobre les hormones de l'escorça suprarenal que va culminar amb l'aïllament de la cortisona. El 1951, ell i Kendall van rebre conjuntament el Premi Cameron de Terapèutica de la Universitat d'Edimburg.
En els anys posteriors, Reichstein es va interessar per la fitoquímica i la citologia de les falgueres, publicant almenys 80 articles sobre aquests temes en les darreres tres dècades de la seva vida. Tenia un interès particular en l'ús del nombre i el comportament dels cromosomes en la interpretació d'històries d'hibridació i poliploidia, però també va continuar el seu interès anterior pels components químics de les plantes.
L'any 1950 fou guardonat, al costat d'Edward Calvin Kendall i Philip Showalter Hench, amb el Premi Nobel de Medicina o Fisiologia pels seus estudis sobre la glàndula suprarenal.
Va morir l'1 d'agost de 1996 a la ciutat de Basilea, pocs dies després de celebrar els seus 99 anys. El principal procés industrial per a la síntesi artificial de vitamina C encara porta el seu nom. Reichstein va ser el premi Nobel més longeu en el moment de la seva mort, però va ser superat el 2008 per Rita Levi-Montalcini.

#### La relació amb els col·laboradors
Reichstein va gaudir d'excel·lents relacions amb els seus col·legues, ajudants i estudiants. Sempre va ser una persona molt humil: sempre va estar disposat a col·laborar amb nombrosos científics i obert a la comparació dels seus estudis sobre esteroides.
En el seu 80è aniversari, un nombre sorprenent de professors i estudiants es va presentar a la ciutat de Basilea per celebrar-lo. Reichstein va ser un dels pocs científics distingits que va apreciar la capacitat de les dones al laboratori: va col·laborar per exemple amb Irene Manton, Mary Gibby, Helga Rasbach, Marguerite Steiger i Sylvia Simpson. Tadeusz també era un psicòleg intuïtiu que sabia com agradar, gestionar i reclutar diferents personalitats en un laboratori. Els seus extraordinaris coneixements i la seva destresa manual van despertar una admiració incondicional.

#### Institut de Química Orgànica
El 1948 Reichstein també es va convertir en director de l'Institut de Química Orgànica, sense deixar maig el laboratori farmacèutic, descrit per ell com: 
| « | intolerablement deteriorat que s'ha d'ampliar i modernitzar immediatament. | » |

El 1950 va obtenir fons del Consell de Basilea per reconstruir uns locals esfondrats després d'un bombardeig. Aquest gran esperit d'iniciativa va fer que l'Institut de Química Orgànica de Basilea tingués una gran reputació, fins i tot en l'àmbit internacional.

## Recerca científica
La seva investigació se centrà en els glucòsids que exerceixen una acció farmacològica sobre el cor i va aconseguir realitzar la síntesi industrial de l'àcid ascòrbic o vitamina C, realitzades independentment de les investigacions de Walter Norman Haworth. Així mateix, realitzà treballs sobre la glàndula suprarenal, que finalitzaren amb la síntesi de la cortisona.
L'estudi de les hormones de l'escorça suprarenal va representar un fenomen força interessant: diversos científics van descobrir simultàniament els mateixos fenòmens en diferents laboratoris, donant lloc a una competència ferotge. En el seu discurs a la cerimònia del Premi Nobel, Reichstein va destacar la seva assistència mútua i va agrair a Kendall i als seus col·legues el fet de donar-li material per enfrontar-se. Reichstein sempre va estar interessat en la "fracció amorfa" de Kendall, també coneguda com a aldosterona, creient en l'activitat biològica de l'hormona. Tadeusz va fer estudis sobre l'aldosterona entre 1952 i 1953. Mentrestant, els cònjuges Sylvia Agnes Sophia Tait i James Francis Tait van dur a terme les investigacions i, en les seves publicacions de 1950-1953, van demostrar que l'aldosterona, abans coneguda com a "electrocortina", era alhora un únic compost i una secreció. HL Mason, un col·lega de Kendall i Hench, va aïllar i identificar l'aldosterona poques setmanes després de Reichstein, tot i que la publicació va ser només un any després.

### La passió per la botànica

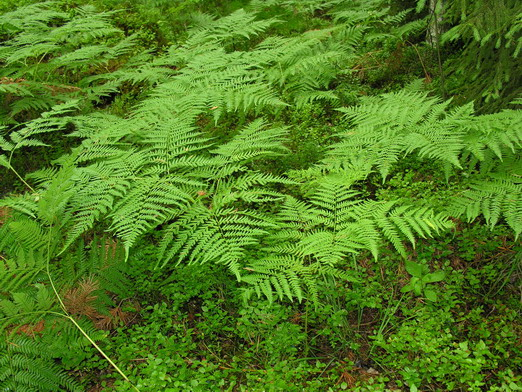
Pteridium aquilinum

Reichstein va dedicar part de la seva vida a la construcció de dos petits jardins, un situat prop de la seva casa a Weissenstein straße i l'altre prop del petit poble d'Agarn, entre Bellinzona i Locarno. També va dissenyar dos hivernacles subterranis construïts especialment per al cultiu de pteridòfits. El jardí és ara conegut per una collita increïblement abundant de cireres negres.
Als setanta-cinc anys va anunciar que abandonava els seus estudis de química orgànica per centrar-se en un camp especial de la botànica, la citogenètica de les falgueres. Reichstein es va especialitzar a dur a terme experiments d'hibridació de plantes als seus hivernacles.

### Mort

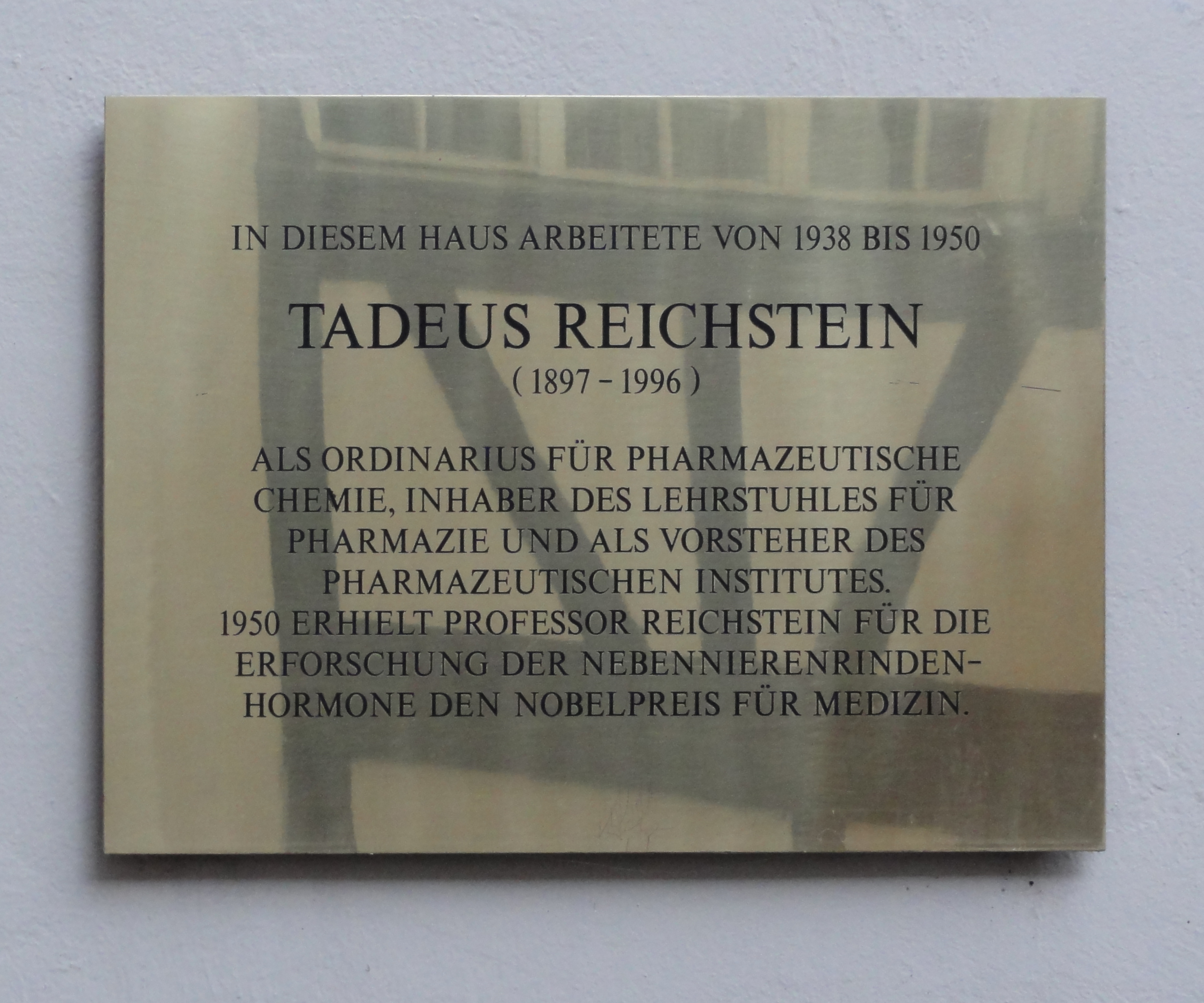
Placa dedicada a Tadeusz Reichstein situada a la seva última casa a Basilea

Tadeusz, de més de noranta anys, va ser hospitalitzat per la inserció d'un marcapassos. El matí del segon dia després de l'operació, va sortir de l'hospital. Es diu que una infermera, en veure'l pel carrer, va córrer cap a ell i li va ordenar que tornés a dormir immediatament. Tadeusz va exclamar:
| « | Però estimada senyoreta, no tinc prou temps per passar tres dies al llit". | » |

 Als 95 anys, Reichstein va assenyalar que havia viscut massa, però va afegir que havia de viure tres anys més per completar dos articles de botànica en què estava treballant. Sovint s'encarregava del seu herbari, la seva biblioteca, la seva col·lecció d'estampes i quaderns, juntament amb els manuscrits inacabats, amb l'esperança de poder-los completar i publicar. Tadeusz Reichstein va morir a Basilea l'1 d'agost de 1996 als 99 anys.